# Hausten

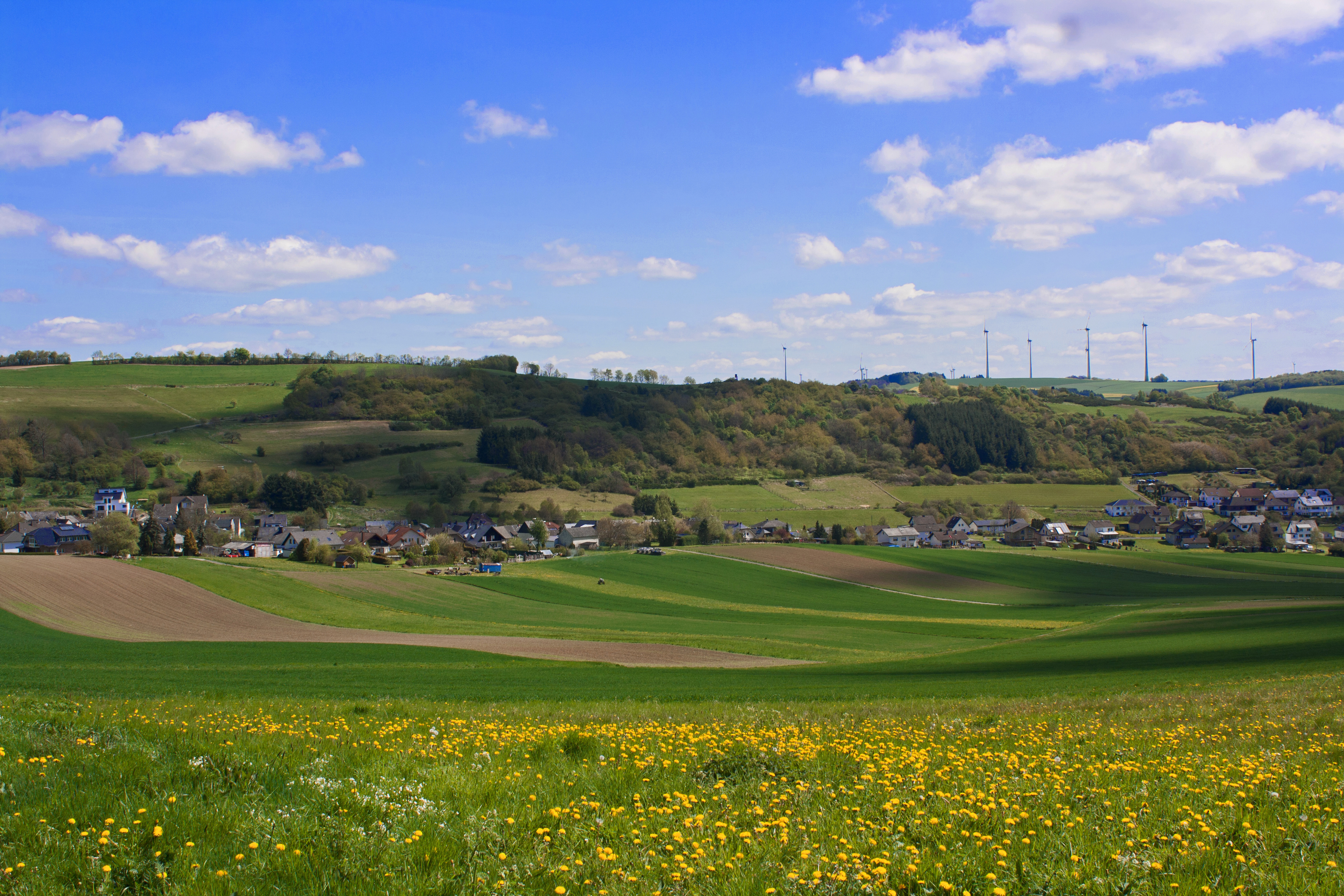
Blick auf Hausten von Westen

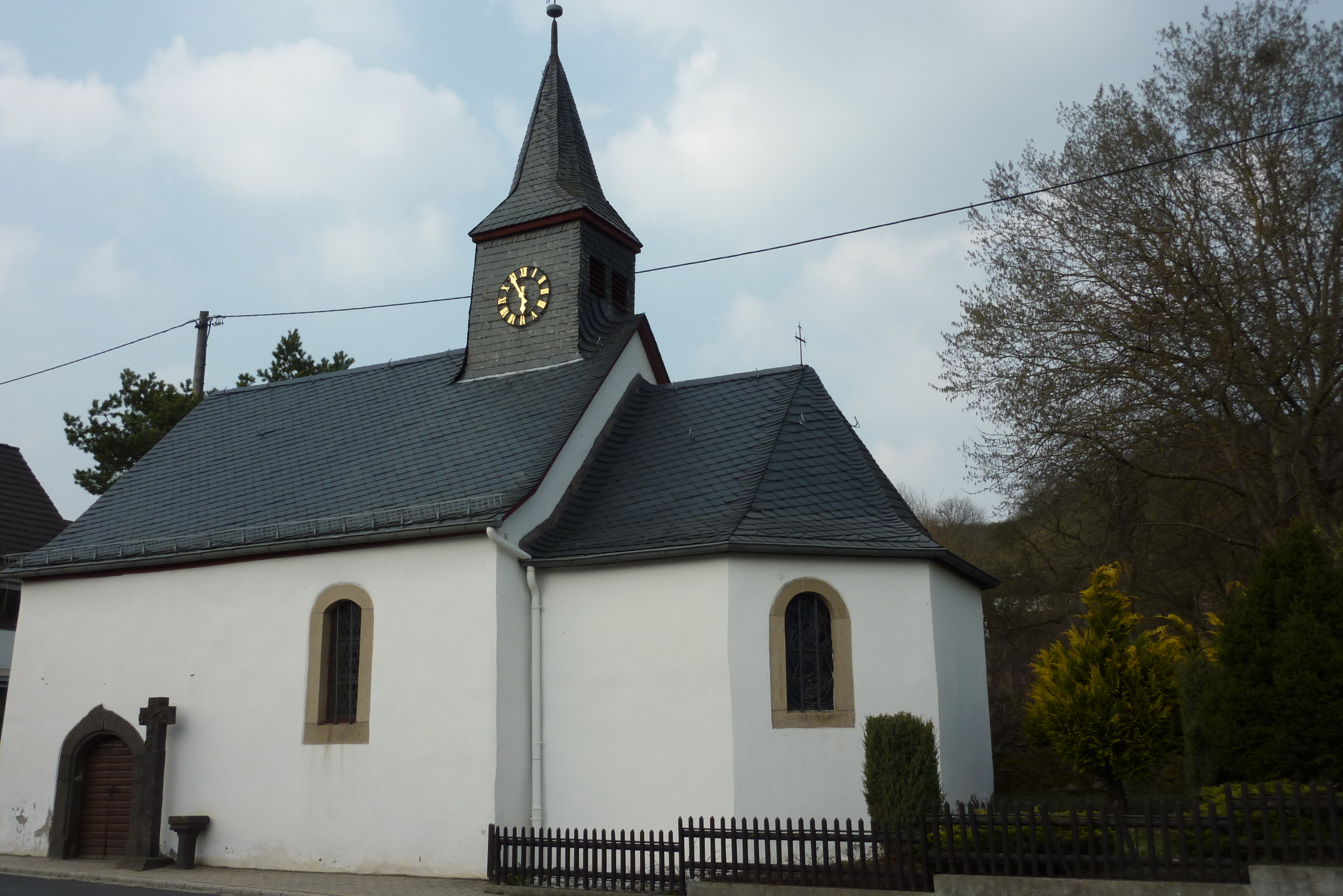
Kapelle St. Anna

Hausten ist eine Ortsgemeinde im Landkreis Mayen-Koblenz in Rheinland-Pfalz. Sie gehört der Verbandsgemeinde Vordereifel an, die ihren Verwaltungssitz in Mayen hat.

## Geographische Lage
Hausten liegt in einem Nebental der Nette an der nördlichen Grenze des Landkreises Mayen-Koblenz südlich der B 412 in der Hocheifel, östlich des Nürburgrings und westlich des Laacher Sees. Über ein Drittel der Gemarkung ist Wald (ca. 126 Hektar).
Zu Hausten gehört auch der Ortsteil Morswiesen.

## Geschichte
Hausten wird erstmals 1425 erwähnt, als Reinhard Snitz von Kempenich die Hälfte des Zehnten zu Huysteden zu Lehen besaß. Morswiesen ist 1376 als Morshusin und 1404 als Moirswesen belegt. Hausten gehörte zur Herrschaft Kempenich, seit 1277 ein Lehen Kurtriers. Nach dem Aussterben der Familie von Kempenich im Mannesstamm im Jahr 1424 folgten Auseinandersetzungen um das Erbe und verschiedene Verpfändungen, ehe die Herren von Eltz sich 1581 in den Pfandbesitz der Herrschaft Kemphausen setzen konnten. 1776 wurde das Pfand von Kurtrier eingezogen und die Herrschaft als Amt Hausten im Oberamt Mayen verwaltet. 1794 wurde das linksrheinische Gebiet französisch besetzt und in der Folge von Frankreich annektiert. Durch den Wiener Kongress kam Hausten zu Preußen und gehörte ab 1816 zum Kreis Adenau, der ab 1822 zur Rheinprovinz gehörte. Bei der Auflösung des Kreises 1932 kam die Gemeinde zum Kreis Mayen, gehörte ab 1946 zum Land Rheinland-Pfalz und infolge der Kreisreform von 1970 zum Landkreis Mayen-Koblenz.

## Politik

### Gemeinderat
Der Gemeinderat in Hausten besteht aus acht Ratsmitgliedern, die bei der Kommunalwahl am 9. Juni 2024 in einer Mehrheitswahl gewählt wurden, und dem ehrenamtlichen Ortsbürgermeister als Vorsitzendem.

### Bürgermeister
Norbert Klapperich ist Ortsbürgermeister von Hausten. Bei der Direktwahl am 26. Mai 2019 wurde er mit einem Stimmenanteil von 86,22 % und am 9. Juni 2024 als einziger Bewerber mit 79,1 % jeweils für weitere fünf Jahre in seinem Amt bestätigt.

### Wappen
| Wappen von Hausten | Blasonierung: „In Gold ein schräglinker blauer Wellenbalken, oben ein schwebendes rotes Kreuz, unten ein fünfspeichiges rotes Mühlrad, links darüber zwei grüne Ähren, die linke abgewinkelt.“ |
| Wappen von Hausten | |

## Infrastruktur

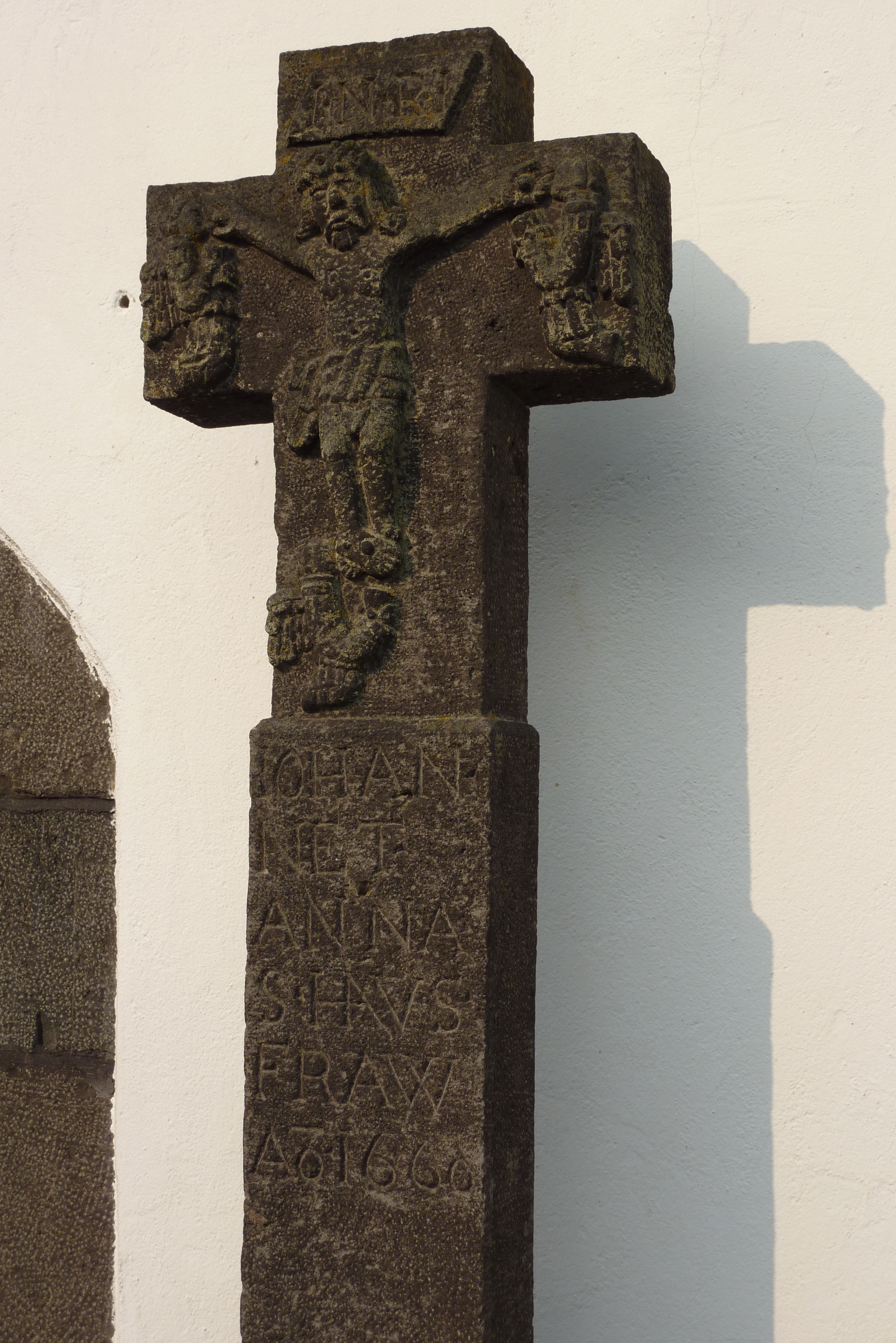
Kreuz an der Kapelle St. Anna

### Kirche
Hausten besitzt im Ortsteil Morswiesen eine kürzlich renovierte Kapelle (St. Anna) und gehört zur Pfarrei St. Barbara in Weibern.

### Bildung
Eine eigene Grundschule gibt es in Hausten nicht mehr. Die Kinder besuchen die Schule in Weibern im benachbarten Landkreis Ahrweiler.

## Persönlichkeiten
- Julian Sommer (* 1998), Schlagersänger